# Hostinné
Hostinné település Csehországban, Trutnovi járásban. Hostinné Dolní Olešnice, Čermná, Dolní Kalná, Klášterská Lhota, Chotěvice, Horní Olešnice, Rudník és Prosečné településekkel határos. Lakosainak száma 4214 fő (2024. január 1.).

## Népesség
A település lakosságának változását az alábbi diagram mutatja:
| Lakosok száma | 3128 | 4203 | 4242 | 4084 | 5016 | 4886 | 4435 | 4361 | 4265 | 4214 |
|               | 1869 | 1890 | 1921 | 1950 | 1980 | 2001 | 2017 | 2019 | 2022 | 2024 |